# Richard Douglas Lane
Richard Lane (1926–2002) est un chercheur, historien de l'art, collectionneur d'art américain et marchand d'art japonais.
Il vit l'essentiel de sa vie au Japon où il entretient une longue association avec le Honolulu Academy of Arts à Hawaii, qui abrite à présent sa vaste collection d'art.

## Publications
- Erotica Japonica: Masterworks of Shunga Painting, New York, Japan Publications, 1986  (ISBN 0-87040-665-5) ;
- Hokusai, Life and Work, New York, Dutton, 1989   (ISBN 0-525-24455-7) ;
- Images from the Floating World: The Japanese Print, Including an Illustrated Dictionary of Ukiyo-e, New York, Putnam, 1978  (ISBN 0-399-12193-5) ;
- Japanische Holzschnitte, Munich, Zurich, Droemersche, 1964 ;
- L'Estampe Japonaise, Paris, Aimery Somogy, 1962 ;
- Masterpieces of Japanese Prints: The European Collections Ukiyo-e from the Victoria and Albert Museum, New York, Kodansha America Inc, 1991  (ISBN 978-4-7700-1613-3) ;
- Masters of the Japanese Print, Their World and Their Work (série The Arts of Man), Garden City, N.Y., Doubleday, 1962 ;
- Shinpen Shoki Hanga: Makurae (Shunga : les artistes primitifs d'ukiyo-e), Tokyo, Gakken, 1995  (ISBN 4-05-500146-0) ;
- Teihon Ukiyo-e Shunga Meihin Shusei (tout le shunga), Tokyo, Kawade Shobo Shinsha ;
- Ukiyo-e Holschnitte. Künstler und Werke, Zurich, 1978 ;
- (avec Richard Douglas), Hokusai to Hiroshige, Cologne, Galerie Eike Moog, 1977 ;
- James A. Michener, (avec des notes sur les estampes par Richard Lane), Japanese Prints, From the Early Masters to the Modern, Rutland, Vermont, Charles E. Tuttle Company, 1959.